# 雷德黑德 (佛羅里達州)
雷德黑德（英語：Red Head）是位於美國佛羅里達州華盛頓縣的一個非建制地區。該地的面積和人口皆未知。

## 地理
雷德黑德的座標為30°29′12″N 85°50′31″W / 30.48667°N 85.84194°W，而該地的平均海拔高度為30米（即98英尺）。